# Étienne Carjat
Étienne Carjat (28. března 1828 Fareins, (Ain) – 19. března 1906 Paříž) byl francouzský žurnalista, karikaturista a fotograf. Byl spoluzakladatelem magazínu Le Diogène a zakladatelem Le Boulevard. Nejznámější je díky svým četným portrétům a karikaturám politických, literárních a uměleckých postav Paříže.

## Život a dílo
V roce 1858 se vyučil umění fotografie s Pierrem Petitem. V roce 1861 se přestěhoval do svého ateliéru na Laffitte číslo 56 v Paříži. Pak měl také fotografické studio na Notre-Dame-de-Lorette č.p. 10 a byl v té době, stejně jako Nadar, portrétistou umělecké komunity. Nechával svým modelům jejich přirozené výrazy, bez vytváření umělých póz.
V roce 1871 podporoval pařížskou komunu a publikoval politické básně v novinách La Commune. V roce 1875 založil časopis Le Boulevard, který také vedl. Dělal důležitou práci jako karikaturista, publikoval v novinách, včetně Diogenes, který spoluzaložil. Publikoval také celou řadu knih.

## Arthur Rimbaud
Carjat vytvořil v říjnu 1871 portrét Arthura Rimbauda, který se stal nejvíce všeobecně známým obrazem mladého básníka z Charleville. Fotografie získala ikonický status, velmi často se opakuje a používá jako symbol poezie, mladosti, revoluce a romantiky. Dva z celkem osmi originálů se prodávaly v aukci. V roce 1998 se jeden z nich prodal na aukci za částku 191 000 franků a 24. ledna 2003 se další portrét Arthura Rimbauda prodal za 69 000 eur (respektive 81 000 eur včetně poplatků).

## Publikace
- Croquis biographiques (1858)
- Les Mouches vertes, satira (1868)
- Peuple, prends garde à toi! Satire électorale (1875)
- Artiste et citoyen, poezie, na základě dopisů Victora Huga (1883)[4]

## Fotografie a karikatury

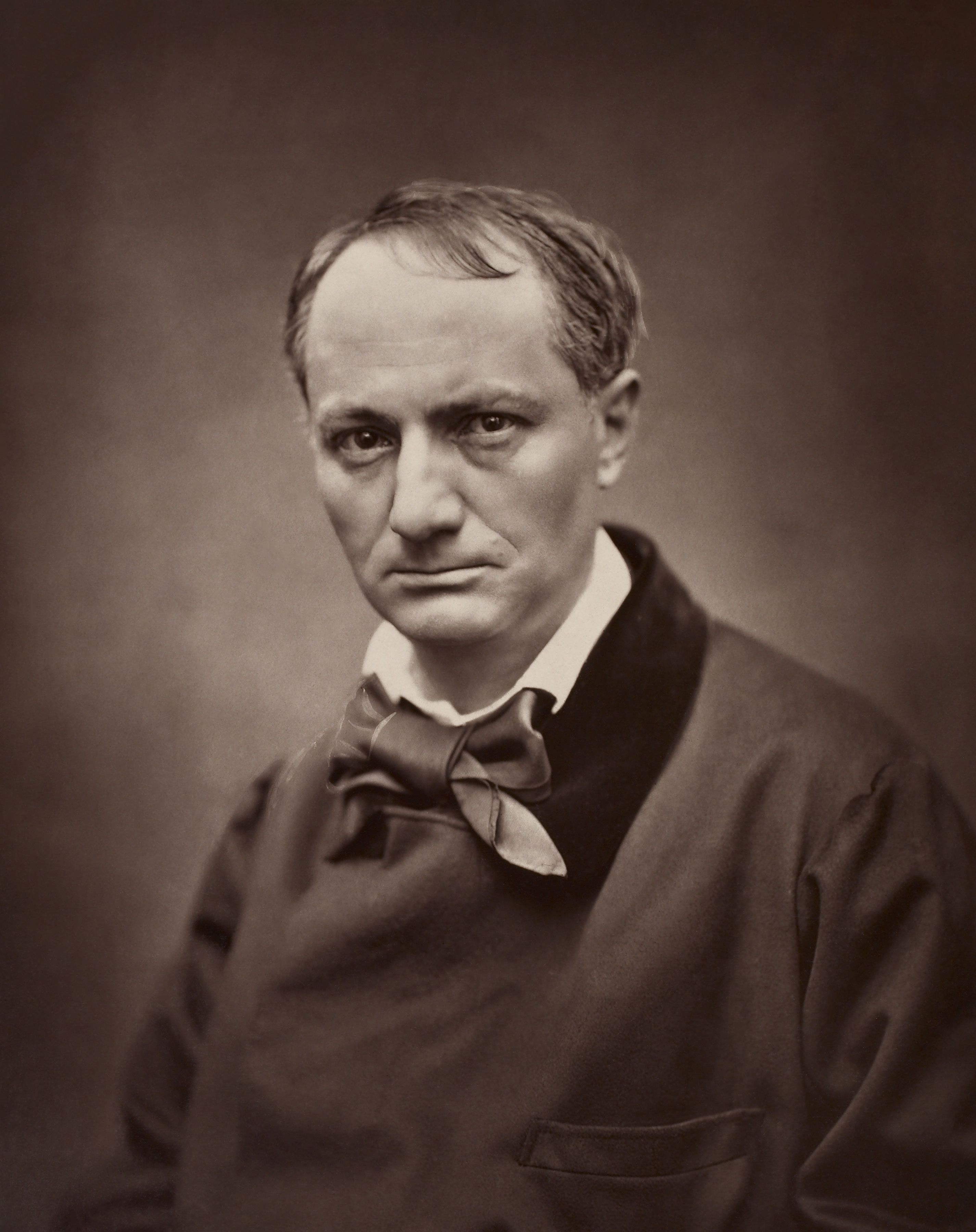
Charles Baudelaire
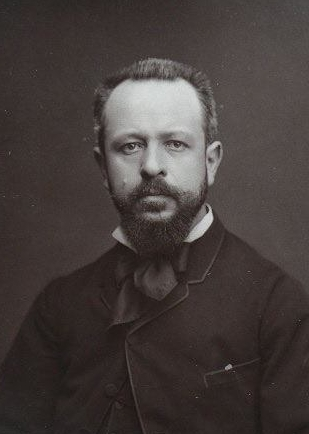
Léon Barillot
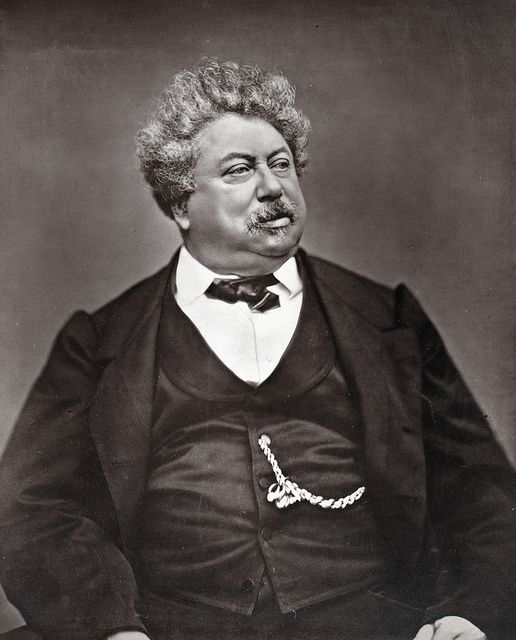
Alexandre Dumas
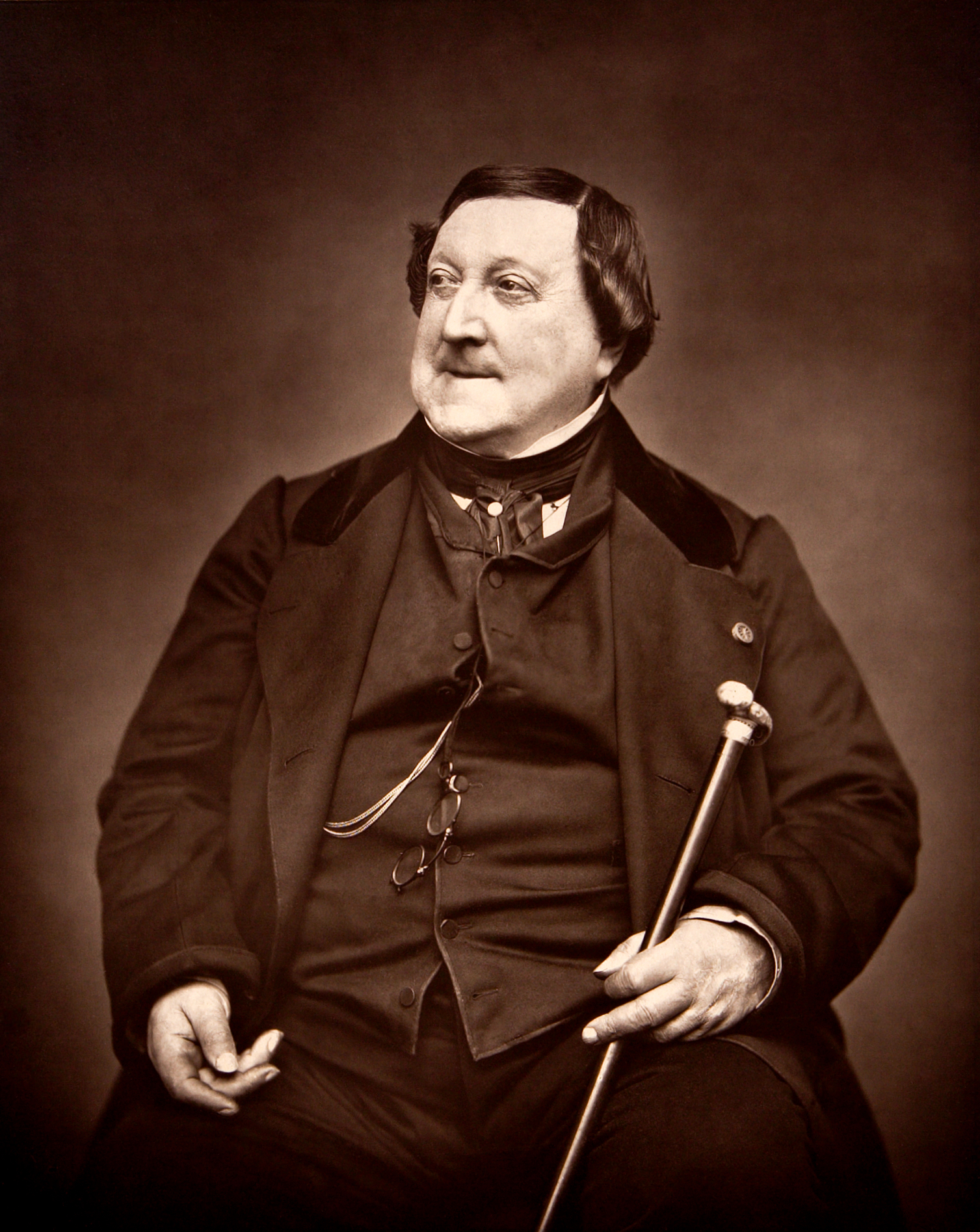
Gioacchino Rossini
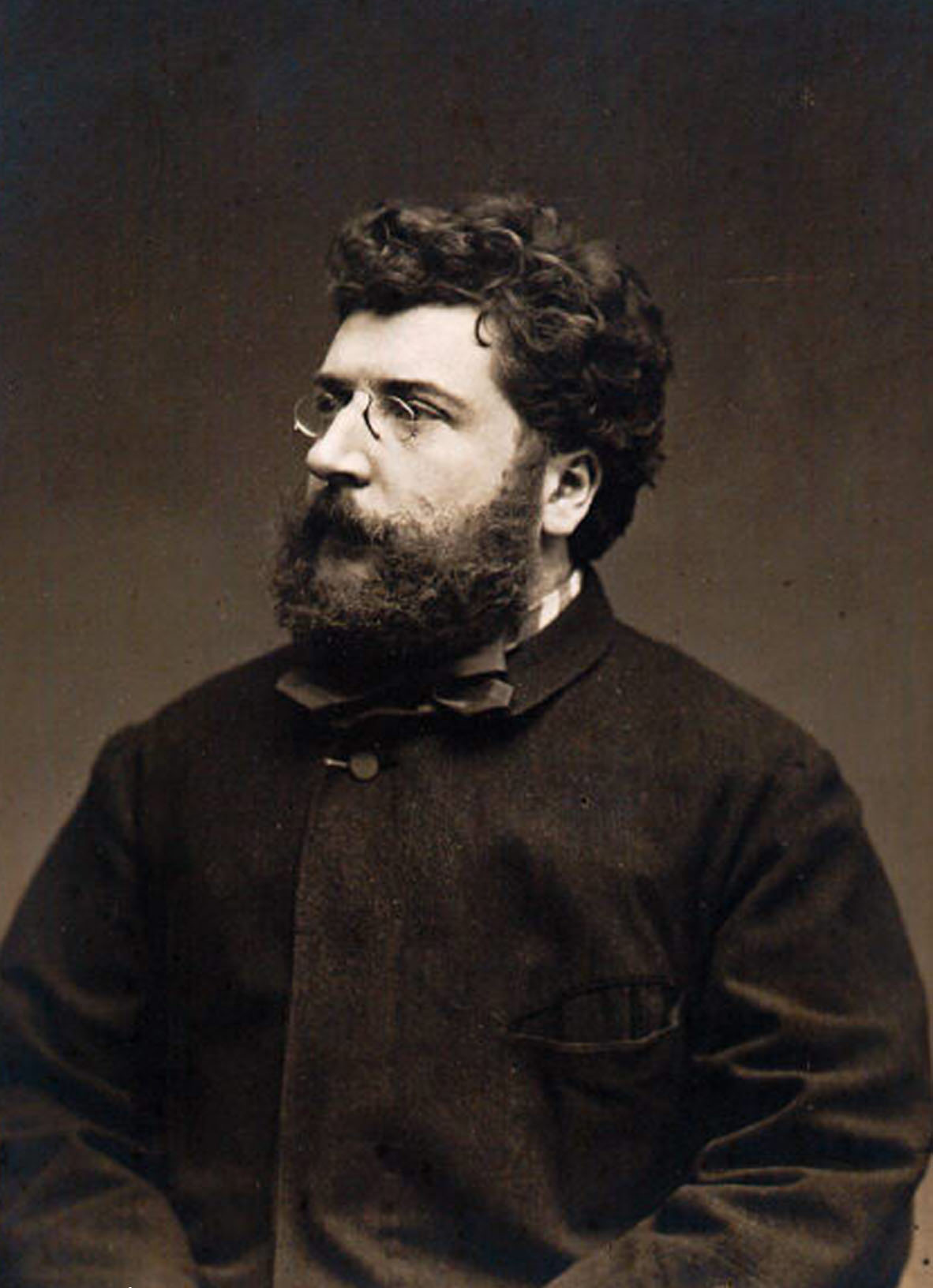
Georges Bizet
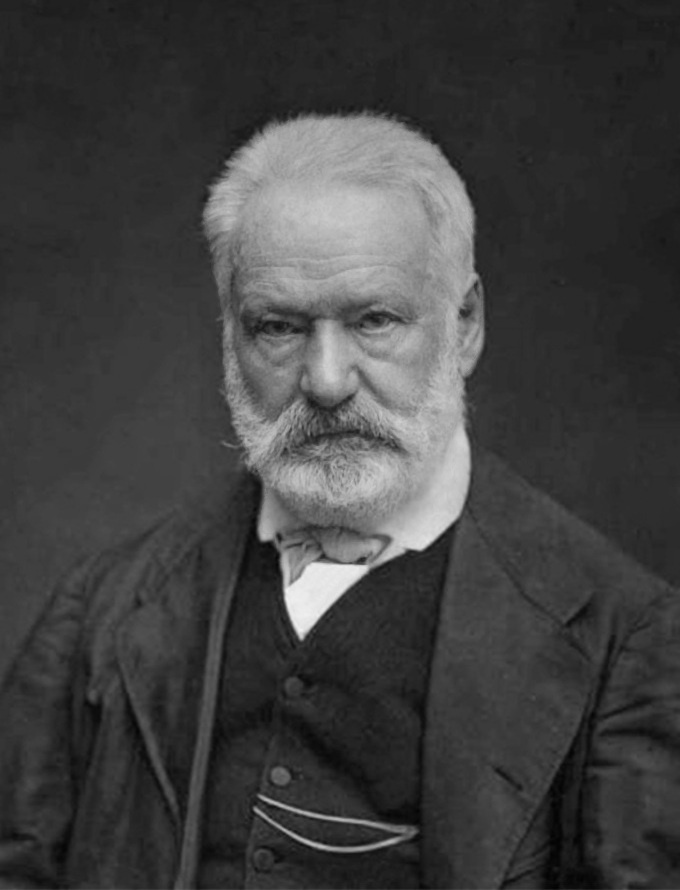
Victor Hugo
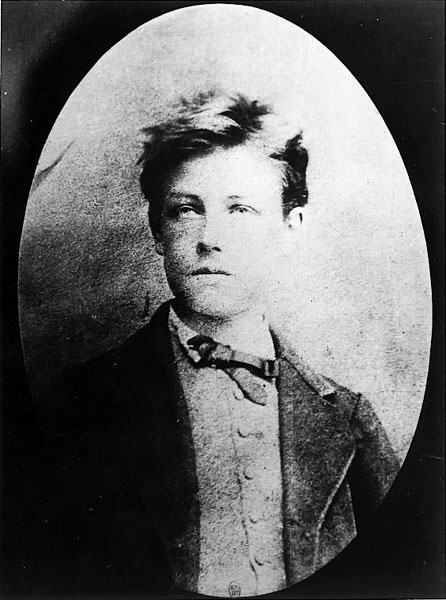
Slavný portrét Arthura Rimbauda, medailón 8×4.2 cm, 1872
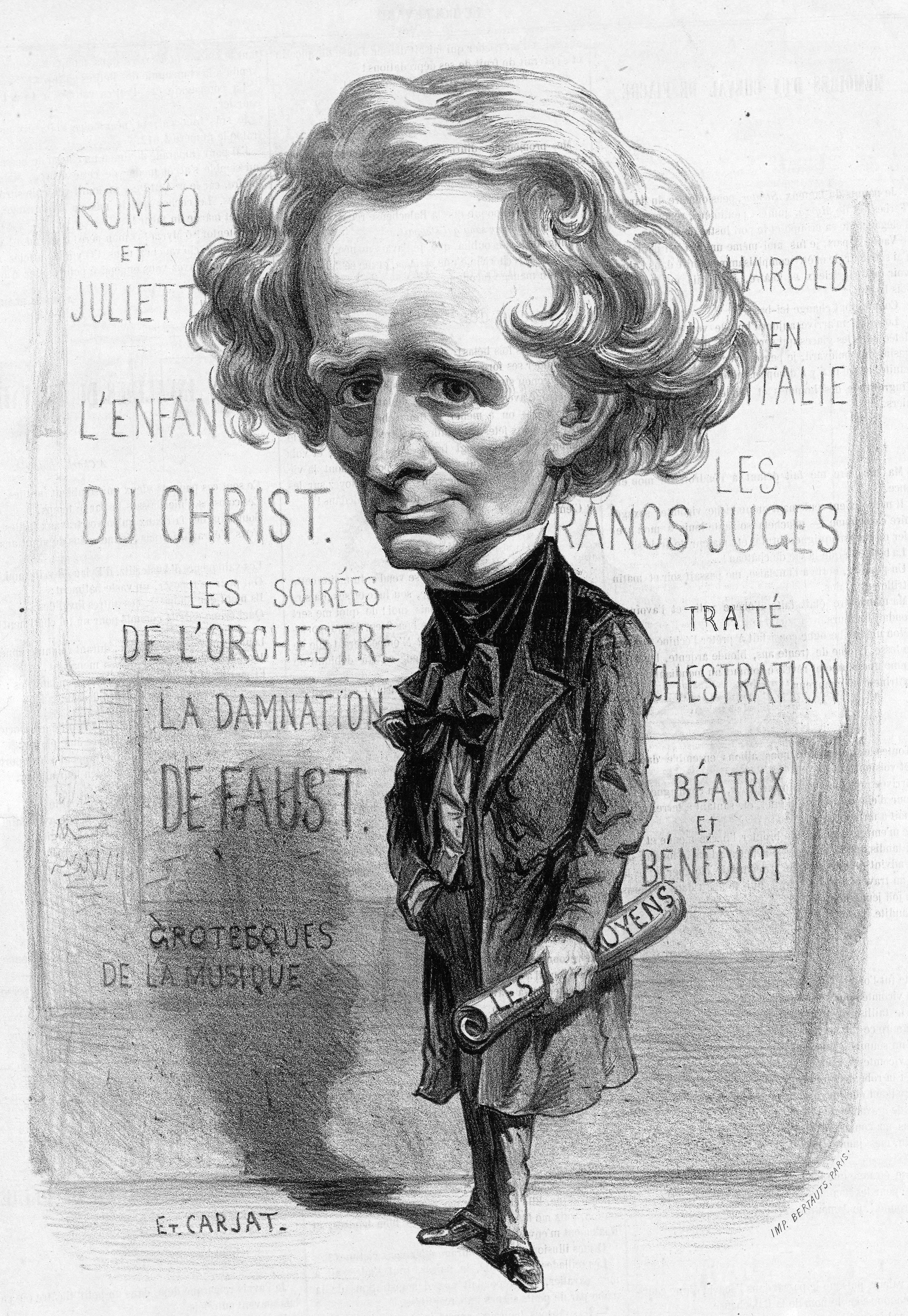
Hector Berlioz
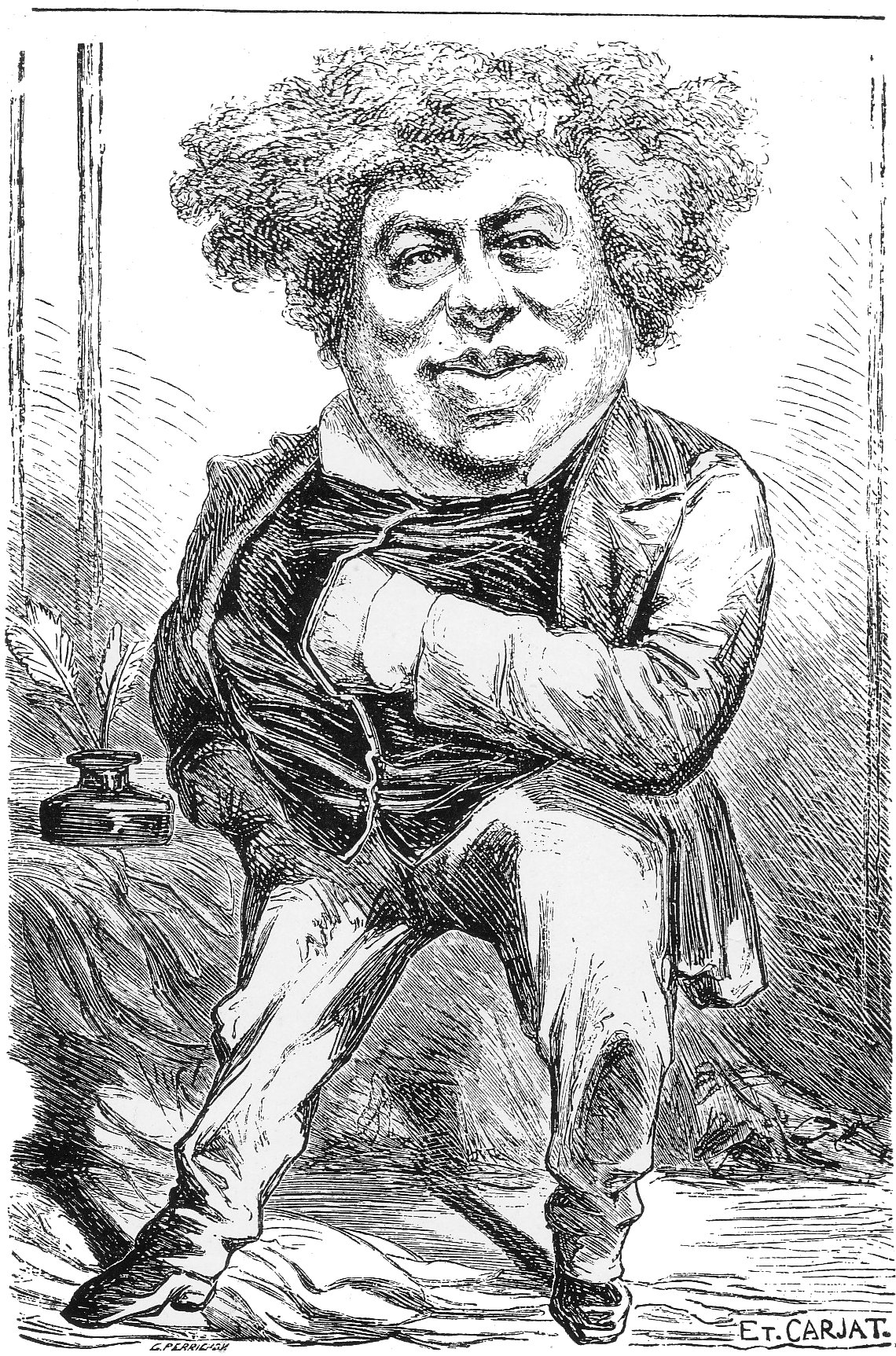
Alexandre Dumas
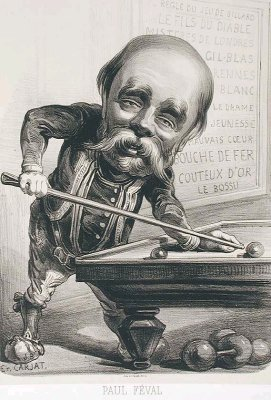
Paul Féval